# Roh Ogura
Roh Ogura,((en japonés). 小倉 朗, Ogura Roh), (19 de enero de 1916 - 26 de agosto de 1990), fue un compositor y escritor japonés.
Nació en Fukuoka y vivió en Tokio y en Kamakura. Primero estudió Música Francesa Moderna con Shiro Fukai y Tomojiro Ikenuchi. Después estudió con Joseph Rosenstock, que vivió entre 1885 y 1995, la forma de dirigir las Sinfonías de Beethoven y se interesó profundamente por la música clásica alemana. Escribió muchas sinfonías y acabó siendo llamado “Ogurahms”. Finalmente llegó a un punto muerto y abandonó la mayor parte de sus obras.
Gradualmente se fue interesando por Bartók. Entonces sentó una nuevas bases y empezó a escribir su original música basada en canciones tradicionales japonesas y en antiguas canciones de cuna. También fue un escritor prolífico y llegó a publicar diversos libros. En el último período de su vida se dedicó apasionadamente a la pintura al óleo.
Fue amigo de Minoru Matsuya (1910-95) y profesor de armonía y composición de su hijo, Midori Matsuya (1943-94). También fue profesor de Hiroaki Zakoji (1958-1987).

## Obras
- 1937 Sonatina para piano
- 1953 Suite de Danza para dos pianos
- 1953 Suite de danza para orquesta
- 1954 Cuarteto de cuerda en Si
- 1957 Cinco Movimientos sobre canciones populares Japonesas para Orquesta
- 1958 Nueve piezas sobre Canciones Infantiles de la región de Togoku, para coro femenino a cappella
- 1959 Burlesco para orquesta
- 1960 Sonatina para violín y piano
- 1963 Sonatina para orquesta de cuerda
- 1966 Composición I para piano
- 1968 Composición II para piano
- 1968 Sinfonía en Sol
- 1971 Concierto para violín y orquesta
- 1972 Composición para orquesta de cuerda
- 1975 Composición en La sostenido para orquesta
- 1977 Composición para flauta, violín y piano
- 1980 Concierto para violoncelo y orquesta